# Asociación Colombiana de las Micro, Pequeñas y Medianas Empresas
Die Asociación Colombiana de las Micro, Pequeñas y Medianas Empresas (ACOPI) ist eine Dachorganisation kolumbianischer Kleinst-, Klein- und mittlerer Unternehmen. Die ACOPI wurde 1952 in Bogotá gegründet und hat ihren Sitz in Barranquilla. 2021 war ACOPI in zwölf Departamentos präsent und verband 70 % aller kolumbianischen Unternehmen. Die ACOPI organisiert unter anderem Kongresse (Congreso Nacional MIPYME) und veröffentlicht Branchenleitfäden für Unternehmen in den Bereichen Cleaner Production und Best Practices. Sie ist politisch konservativ ausgerichtet.